# محمود ناصر
محمود ناصر هو مجدف مصري، ولد في 21 أغسطس 1936.

## وصلات خارجية
- محمود ناصر على موقع الاتحاد الدولي للتجديف (الإنجليزية)
- محمود ناصر على موقع اللجنة الأولمبية الدولية (الإنجليزية)
- محمود ناصر على موقع أوليمبيديا (الإنجليزية)